# Championnats d'Asie de karaté 2011
Navigation
Édition précédente Édition suivante
Les championnats d'Asie de karaté 2011 ont lieu à Quanzhou, en Chine, en juillet 2011. Il s'agit de la dixième édition des championnats d'Asie de karaté.

## Médaillés

### Hommes
| Épreuve            | Or | Argent                                                                            | Bronze |
| ------------------ | --- | --------------------------------------------------------------------------------- | --- |
| Kata               | Leong Tze Wai (MAS)                                                                                                 | Marwan Al-Maazmi (UAE)                                                            | Issei Shimbaba (JPN) |
| Kata               | Leong Tze Wai (MAS)                                                                                                 | Marwan Al-Maazmi (UAE)                                                            | Made Kateshov (KAZ) |
| Kata par équipes   | Japon Takumi Sugino Takato Soma Koji Arimoto                                                                        | Viêt Nam Phạm Thái Huy Nguyễn Thanh Long Nguyễn Sơn Tùng                          | Indonésie Faisal Zainuddin Fidelys Lolobua Aswar                                                                                |
| Kata par équipes   | Japon Takumi Sugino Takato Soma Koji Arimoto                                                                        | Viêt Nam Phạm Thái Huy Nguyễn Thanh Long Nguyễn Sơn Tùng                          | Koweït Mohammad Al-Qattan Waleed Al-Enezi Abdullah Al-Easa                                                                      |
| Kumite −55 kg      | Andrey Aktauov (KAZ)                                                                                                | Cheung Kwan Lok (HKG)                                                             | Sun Jingchao (CHN) |
| Kumite −55 kg      | Andrey Aktauov (KAZ)                                                                                                | Cheung Kwan Lok (HKG)                                                             | Loganeshaa Rao Ramarow (MAS) |
| Kumite −60 kg      | Lee Ji-hwan (KOR)                                                                                                   | Darkhan Assadilov (KAZ)                                                           | Chien Cheng-kang (TPE) |
| Kumite −60 kg      | Lee Ji-hwan (KOR)                                                                                                   | Darkhan Assadilov (KAZ)                                                           | Amir Mehdizadeh (IRN) |
| Kumite −67 kg      | Saadi Abbas Jalbani (PAK)                                                                                           | Kim Do-won (KOR)                                                                  | Fahad Al-Khathami (KSA) |
| Kumite −67 kg      | Saadi Abbas Jalbani (PAK)                                                                                           | Kim Do-won (KOR)                                                                  | Shinji Nagaki (JPN) |
| Kumite −75 kg      | Saeid Farrokhi (IRN)                                                                                                | Li Haojie (CHN)                                                                   | Nguyễn Minh Phụng (VIE) |
| Kumite −75 kg      | Saeid Farrokhi (IRN)                                                                                                | Li Haojie (CHN)                                                                   | Ryuichi Tani (JPN) |
| Kumite −84 kg      | Mohd Hatta Mahamut (MAS)                                                                                            | Lee Ka Wai (HKG)                                                                  | Mehdi Soltani (IRN) |
| Kumite −84 kg      | Mohd Hatta Mahamut (MAS)                                                                                            | Lee Ka Wai (HKG)                                                                  | Hendro Salim (INA) |
| Kumite +84 kg      | Zabihollah Poursheib (IRN)                                                                                          | Rustam Ashurov (UZB)                                                              | Peng Hui (CHN) |
| Kumite +84 kg      | Zabihollah Poursheib (IRN)                                                                                          | Rustam Ashurov (UZB)                                                              | Ahmad Faqeer (KUW) |
| Kumite par équipes | Iran Majid Khosravi Zabihollah Poursheib Mehdi Soltani Nader Jodat Saeid Farrokhi Ebrahim Hassanbeigi Ehsan Heidari | Chine Liu Zhe Peng Hui Zhu Gangyong Li Haojie Chen Weijie Cui Wenju Dong Mingming | Arabie saoudite Amro Al-Turkistani Yahya Maydy Imad Al-Malki Majed Al-Khalifah Fahad Al-Khathami                                |
| Kumite par équipes | Iran Majid Khosravi Zabihollah Poursheib Mehdi Soltani Nader Jodat Saeid Farrokhi Ebrahim Hassanbeigi Ehsan Heidari | Chine Liu Zhe Peng Hui Zhu Gangyong Li Haojie Chen Weijie Cui Wenju Dong Mingming | Kazakhstan Nikolay Repin Rinat Sagandykov Marlen Taukebayev Yerzhan Kozhayev Yermek Ainazarov Darkhan Assadilov Khalid Khalidov |

### Femmes
| Épreuve            | Or                                                  | Argent                                                  | Bronze                                                                       |
| ------------------ | --------------------------------------------------- | ------------------------------------------------------- | ---------------------------------------------------------------------------- |
| Kata               | Rika Usami (JPN)                                    | Đỗ Thị Thu Hà (VIE)                                     | Flenty Enoch (INA)                                                           |
| Kata               | Rika Usami (JPN)                                    | Đỗ Thị Thu Hà (VIE)                                     | Mahsa Afsaneh (IRN)                                                          |
| Kata par équipes   | Japon Miku Morioka Yoko Kimura Suzuka Kashioka      | Iran Elnaz Taghipour Najmeh Ghazizadeh Mahsa Afsaneh    | Indonésie Yulianti Syafrudin Dewi Prasetya Sisilia Agustin                   |
| Kata par équipes   | Japon Miku Morioka Yoko Kimura Suzuka Kashioka      | Iran Elnaz Taghipour Najmeh Ghazizadeh Mahsa Afsaneh    | Viêt Nam Nguyễn Thanh Hằng Nguyễn Thị Hằng Đỗ Thị Thu Hà                     |
| Kumite −50 kg      | Jang So-young (KOR)                                 | Hikaru Ono (JPN)                                        | Vũ Thị Nguyệt Ánh (VIE)                                                      |
| Kumite −50 kg      | Jang So-young (KOR)                                 | Hikaru Ono (JPN)                                        | Sabina Zakharova (KAZ)                                                       |
| Kumite −55 kg      | Wang Xiaohong (CHN)                                 | Miki Kobayashi (JPN)                                    | Ahn Tae-eun (KOR)                                                            |
| Kumite −55 kg      | Wang Xiaohong (CHN)                                 | Miki Kobayashi (JPN)                                    | Yekaterina Khupovets (KAZ)                                                   |
| Kumite −61 kg      | Yu Miyamoto (JPN)                                   | Yin Xiaoyan (CHN)                                       | Madina Utelbayeva (KAZ)                                                      |
| Kumite −61 kg      | Yu Miyamoto (JPN)                                   | Yin Xiaoyan (CHN)                                       | Yamini Gopalasamy (MAS)                                                      |
| Kumite −68 kg      | Emiko Honma (JPN)                                   | Tang Lingling (CHN)                                     | Sofiya Kaspulatova (UZB)                                                     |
| Kumite −68 kg      | Emiko Honma (JPN)                                   | Tang Lingling (CHN)                                     | Yulanda Asmuruf (INA)                                                        |
| Kumite +68 kg      | Zeng Cuilan (CHN)                                   | Hamideh Abbasali (IRN)                                  | Chen Chia-yu (TPE)                                                           |
| Kumite +68 kg      | Zeng Cuilan (CHN)                                   | Hamideh Abbasali (IRN)                                  | Jamaliah Jamaludin (MAS)                                                     |
| Kumite par équipes | Chine Yin Xiaoyan Zeng Cuilan Hong Li Tang Lingling | Japon Yu Miyamoto Hikaru Ono Emiko Honma Miki Kobayashi | Viêt Nam Trần Hoàng Yến Phượng Vũ Thị Nguyệt Ánh Bùi Thị Ngân Lê Bích Phương |
| Kumite par équipes | Chine Yin Xiaoyan Zeng Cuilan Hong Li Tang Lingling | Japon Yu Miyamoto Hikaru Ono Emiko Honma Miki Kobayashi | Iran Samira Malekipour Pegah Zangeneh Hamideh Abbasali Samaneh Khoshghadam   |